# Värsås
Värsås uttal (fil) är en tätort i Skövde kommun och kyrkbyn i Värsås socken.

## Befolkningsutveckling
| Befolkningsutvecklingen i Värsås 1970–2020 | Befolkningsutvecklingen i Värsås 1970–2020 | Befolkningsutvecklingen i Värsås 1970–2020 | Befolkningsutvecklingen i Värsås 1970–2020 | Befolkningsutvecklingen i Värsås 1970–2020 |
| ------------------------------------------ | ------------------------------------------ | ------------------------------------------ | ------------------------------------------ | ------------------------------------------ |
|                                            |                                            |                                            |                                            |                                            |
| År                                         |                                            |                                            | Folkmängd                                  | Areal (ha)                                 |
| 1970                                       | 1970                                       |                                            | 282                                        |                                            |
| 1975                                       | 1975                                       |                                            | 433                                        |                                            |
| 1980                                       | 1980                                       |                                            | 517                                        |                                            |
| 1990                                       | 1990                                       |                                            | 575                                        | 65                                         |
| 1995                                       | 1995                                       |                                            | 628                                        | 60                                         |
| 2000                                       | 2000                                       |                                            | 598                                        | 64                                         |
| 2005                                       | 2005                                       |                                            | 585                                        | 64                                         |
| 2010                                       | 2010                                       |                                            | 578                                        | 64                                         |
| 2015                                       | 2015                                       |                                            | 616                                        | 85                                         |
| 2020                                       | 2020                                       |                                            | 573                                        | 77                                         |
| Anm.: Ny tätort 1970                       |                                            |                                            |                                            |                                            |

## Samhället
På orten finns Värsås kyrka, en förskola samt låg- och mellanstadium, butik (Sörboden), lanthandel, museum, bibliotek, pizzeria, gym och padelhall.

## Idrott
IFK Värsås är en sportklubb i Värsås bildad 1914 som Värsås IF. IFK Värsås är främst känt för sin fotboll, men även löpning, skidåkning, bordtennis, bandy och orientering har förekommit. IFK Värsås herrlag spelar 2024 i Division 4 östra Västergötland. Jakob Orlov, med meriter från proffsspel i allsvenskan och Norge har IFK Värsås som moderklubb.
Värsås Padelförening startades hösten 2021 och bedriver padelträningar för barn, ungdom, vuxna och seniorer.